# Jane Randall
Jane Elizabeth Randall, född 28 augusti 1990 i Baltimore, Maryland, är en amerikansk tidigare fotomodell. Hon medverkade i säsong femton av America's Next Top Model. Senare blev hon politisk kommenterare i New Jersey.

### Fotnoter
1. ↑  Fashion Model Directory, Fashion Model Directory modell-ID: jane_randall, läst: 4 april 2022.[källa från Wikidata]
2. ↑  Ken Kurson (17 mars 2017). ”Jersey Report Chronicles Garden State With Humor and Punch” (på engelska). Observer. https://observer.com/2017/03/jane-randall-editor-of-jersey-report/. Läst 6 oktober 2019.